# Gmina Donji Kraljevec
Gmina Donji Kraljevec (chorw. Općina Donji Kraljevec) – gmina w Chorwacji, w żupanii medzimurskiej. W 2011 roku liczyła  4659 mieszkańców.